# 圣皮埃尔昂沃
圣皮埃尔昂沃（法語：Saint-Pierre-en-Vaux，法語發音：[sɛ̃ pjɛʁ ɑ̃ vo]，意为“谷地中的圣皮埃尔”）是法国科多尔省的一个市镇，属于博讷区。

## 地理
圣皮埃尔昂沃（47°3'24"N, 4°31'36"E）面积10.86 平方千米，位于法国勃艮第-弗朗什-孔泰大區科多尔省，该省份为法国中东部省份，北起奥布省，西接涅夫勒省和约讷省，南至索恩-卢瓦尔省，东南接汝拉省，东临上索恩省，东北部与上马恩省接壤。
与圣皮埃尔昂沃接壤的市镇（或旧市镇、城区）包括：马利尼、蒂里、尚皮尼奥勒、拉康什、维耶维。

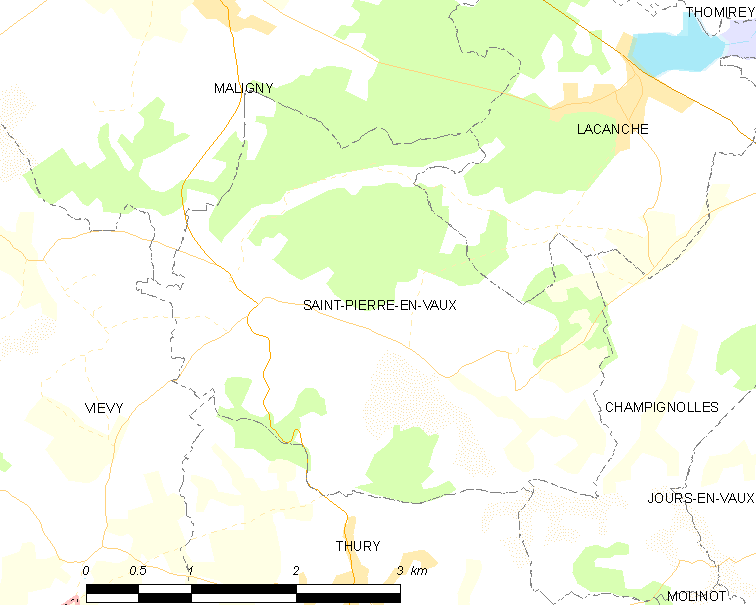
圣皮埃尔昂沃的OSM定位图

圣皮埃尔昂沃的时区为UTC+01:00、UTC+02:00（夏令时）。

## 行政
圣皮埃尔昂沃的邮政编码为21230，INSEE市镇编码为21566。

## 政治
圣皮埃尔昂沃所属的省级选区为阿尔奈勒迪克县。

## 人口

1962-2008年间圣皮埃尔昂沃人口变化图示

圣皮埃尔昂沃于2022年1月1日时的人口数量为139人。